# Arbetskraftsministeriet
Arbetskraftsministeriet var ett av Finlands ministerier. Ministeriet inrättades år 1970 då ministeriet för kommunikationsväsendet och allmänna arbetena indelades i arbetskraftsministeriet och trafikministeriet. Namnbytet till arbetsministeriet skedde den 1 juni 1989. Ministeriet slogs senare ihop med det tidigare handels- och industriministeriet. Det nya arbets- och näringsministeriet inledde sin verksamhet den 1 januari 2008.

## Lista över arbetskraftsministrar
- Veikko Helle (SDP) 1970
- Esa Timonen (opolitisk) 1970
- Veikko Helle (SDP) 1970-1971
- Keijo Liinamaa (opolitisk) 1971-1972
- Veikko Helle (SDP) 1972
- Valde Nevalainen (SDP) 1972-1975
- Ilmo Paananen (opolitisk) 1975
- Paavo Aitio (DFFF) 1975-1976
- Paavo Väyrynen (Cp) 1976-1977
- Arvo Aalto (DFFF) 1977-1981
- Jouko Kajanoja (DFFF) 1981-1982
- Veikko Helle (SDP) 1982-1983
- Urpo Leppänen (FLP) 1983-1987
- Matti Puhakka (SDP) 1987-1989

Puhakka fortsatte sedan med den nya titeln arbetsminister fram till år 1991.